# برلی‌کم
برلتسوم (به هلندی: Berlikum) یک منطقهٔ مسکونی در هلند است که در منامرادیل واقع شده‌است. برلی‌کم ۲٬۵۲۹ نفر جمعیت دارد.